# Przebojowa noc

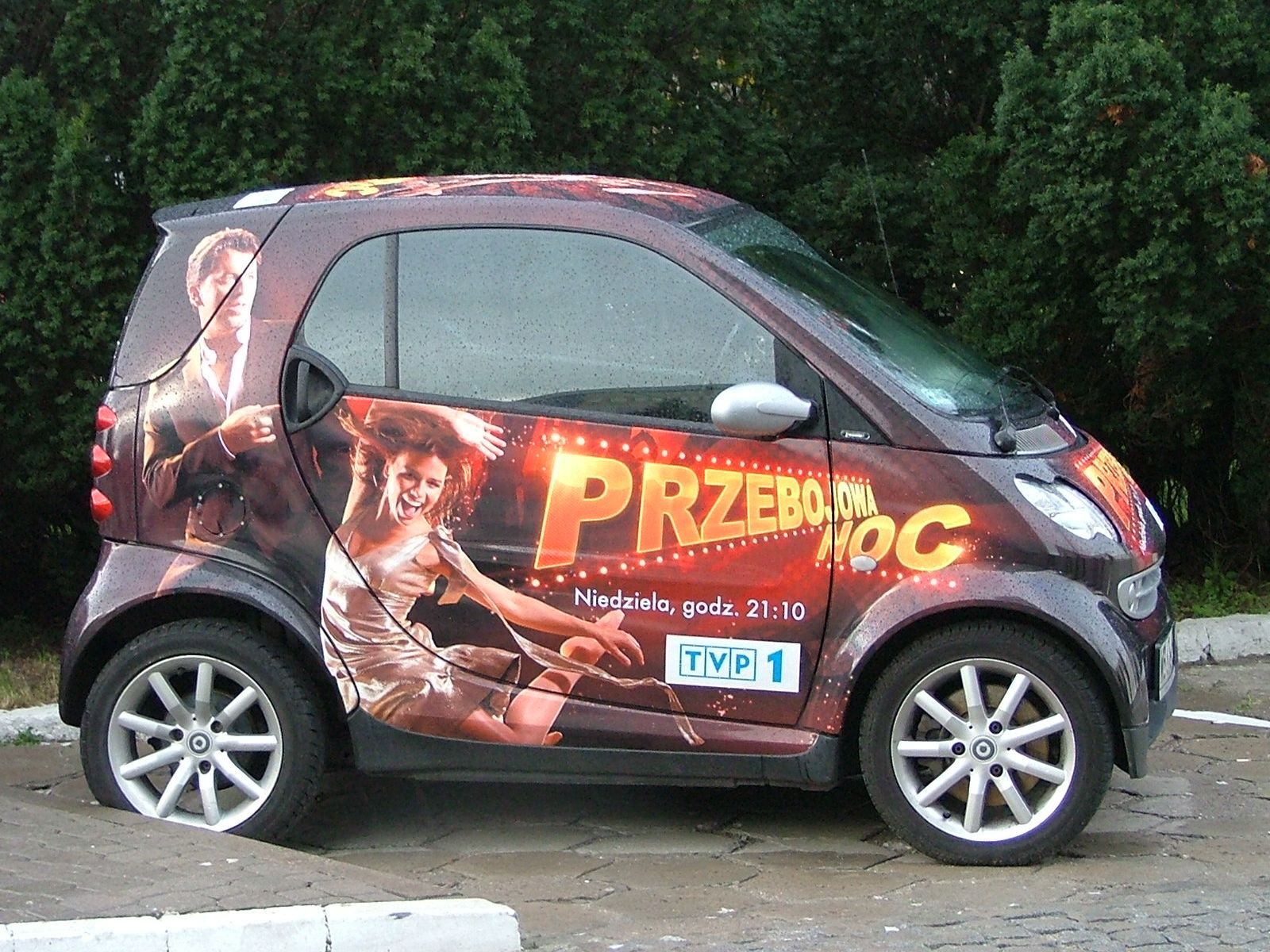
Samochód reklamujący program Przebojowa noc

Przebojowa noc – polski program rozrywkowy, którego prowadzącymi byli Natasza Urbańska, Janusz Józefowicz oraz Radosław Brzózka. Pierwszy cykl programów emitowany był od 9 września do 24 listopada 2007 w TVP1, w każdą sobotę o godzinie 22:05. Autorem formatu oraz reżyserem programu był Janusz Józefowicz. Gwiazdą każdego odcinka była m.in. aktorka, tancerka i piosenkarka Natasza Urbańska.
Program był zrealizowany na podstawie serii widowisk artystycznych tzw. „Wieczorów w Buffo” wystawianych w teatrze muzycznym Studio Buffo. Kierownictwo muzyczne objęli Janusz Stokłosa i Tomasz Filipczak, zaś za kostiumy odpowiadała Agnieszka Komornicka. Nagrania programu odbywały się w hali „Mera” w Warszawie.
Od 8 grudnia 2007 w TVP1 emitowany był drugi cykl programów o nazwie Złota sobota.

## Zasady programu
Każdy odcinek poświęcony był muzyce z innego kraju. Podczas programu widzowie wybierali swoją ulubioną zagraniczną piosenkę w wydaniu włoskim, rosyjskim, amerykańskim, czeskim, niemieckim, francuskim, hiszpańskim, angielskim, żydowskim, latynoskim, austriackim, węgierskim, irlandzkim, greckim, australijskim, szwedzkim i kanadyjskim. Oprócz Nataszy Urbańskiej i Janusza Józefowicza w programie pojawiała się także zagraniczna gwiazda pochodząca z kraju, któremu poświęcony był kolejny odcinek. Gośćmi programu były także polskie sławy, w tym m.in. artyści, dziennikarze, sportowcy i politycy.

### Goście specjalni
- Michael York – 9 września 2007
- Paul Anka – 15 września 2007
- Serebro – 22 września 2007
- Drupi – 29 września 2007
- Patricia Kaas – 6 października 2007
- Paul Young – 13 października 2007
- Dana International – 20 października 2007
- Ive Mendes – 27 października 2007
- Lou Bega – 3 listopada 2007

## Spis odcinków
Poniższy spis uwzględnia daty emisji poszczególnych odcinków oraz listę piosenek i ich wykonawców w danym odcinku.
| Odcinek | Data                 | Temat programu                                       | Piosenki i ich wykonawcy |
| ------- | -------------------- | ---------------------------------------------------- | --- |
| 1.      | 9 września 2007      | Inauguracja/ Wieczór międzynarodowy/ Piosenki świata | 1. Natasza Urbańska i zespół teatru Studio Buffo – „Wake Me Up Before You Go-Go” 2. Natasza Urbańska i tancerki teatru Studio Buffo – „Ai No Corrida” 3. Natasza Urbańska i Michael York – „Money” 4. Jakub Józefowicz i zespół The Age Of Grapefruit – „Twist and Shout” 5. Piotr Cugowski – „Stairway to Heaven” 6. Paweł Skałuba i Marta Wyłomańska – „Con te partiro (Time to Say Goodbye)” 7. Krzysztof Zalewski – „Yesterday” 8. Maria Sadowska – „Perhaps, Perhaps, Perhaps” 9. Michael York – „How to Handle a Woman” 10. Jerzy Grzechnik, chór FN oraz zespół teatru Studio Buffo – „Bohemian Rhapsody” 11. Piotr Cugowski, Janusz Józefowicz, Jerzy Grzechnik, zespół Studio Buffo, Natasza Urbańska i tancerze z Białorusi – „El Tango de Roxanne” 12. Natasza Urbańska i tancerze teatru Studio Buffo – „Biełyje rozy” 13. Monika Ambroziak, Natasza Urbańska i zespół teatru Studio Buffo – „To były piękne dni” 14. Krzysztof Rymszewicz – „Diana” 15. Maciej Maleńczuk – „Bésame mucho” 16. Rafael Amargo z zespołem – „Flamenco” 17. Janusz Stokłosa – „L’Italiano”                                                                        |
| 2.      | 15 września 2007     | Wieczór amerykański                                  | 1. Natasza Urbańska – „Proud Mary” 2. Janusz Józefowicz, Krystian Sacharczuk i Krzysztof Rymszewicz – „Big Girls Don’t Cry” 3. Jakub Józefowicz i zespół Age of Grapefruit – „Jailhouse Rock” 4. Natasza Urbańska – „Dirty Diana”, „Billie Jean”, „Bad” 5. Janusz Józefowicz i Monika Ambroziak – „Moja droga ja cię kocham” 6. Natasza Urbańska i tancerki teatru Studio Buffo – „I Feel Good” 7. Krystian Sacharczuk – „Misty” 8. Paul Anka – „Diana” 9. Paul Anka i Natasza Urbańska – „Put Your Head on My Shoulder” 10. Monika Ambroziak – „Tutti Frutti” 11. Paweł Bączkowski – „Love Me Tender” 12. Krzysztof Rymszewicz i zespół teatru Studio Buffo – „Uptown Girl” 13. Janusz Józefowicz i zespół teatru Studio Buffo – „Everybody Loves Somebody” 14. Krzysztof Kiljański – „You Are the Sunshine on My Life” 15. Jerzy Grzechnik, Krzysztof Rymszewicz i Krystian Sacharczuk – „Let’s Twist Again” 16. Janusz Józefowicz i Natasza Urbańska – „Something Stupid” 17. Anna Dereszowska – „Moon River” 18. Paul Anka – „You Are My Destiny” 19. zespół teatru Studio Buffo, Natasza Urbańska, Janusz Józefowicz i Paul Anka – „We Are the World” |
| 3.      | 22 września 2007     | Wieczór rosyjski                                     | 1. Natasza Urbańska i zespół teatru Studio Buffo – „Jołoczki, sosionoczki” 2. Jerzy Grzechnik i zespół teatru Studio Buffo – „Katiusza” 3. Monika Ambroziak – „Wsio mogut karoli” 4. Natasza Urbańska i Monika Ambroziak – „Ja soszła s uma” 5. Marina Łuczenko – „Tolko raz” 6. Justyna Steczkowska – „Oczy cziornyje” 7. Michał Bogdanowicz i zespół teatru Studio Buffo – „Wołga, Wołga” 8. Janusz Józefowicz, Natasza Urbańska i zespół teatru Studio Buffo – „Jarzębino czerwona” 9. Janusz Józefowicz i zespół teatru Studio Buffo – „Rasputin” 10. Natasza Urbańska i tancerze teatru Studio Buffo – „Biełyje rozy” 11. Paweł Orłowski – popis tańca breakdance 12. Krzysztof Zalewski – „Włóczęga” 13. Janusz Józefowicz – „Pieśń gruzińska” 14. Michał Bogdanowicz i Zespół Studio Buffo – „Kalinka” 15. Teona Dolnikowa i Aleksandr Postolenko – „Ty bol” 16. Serebro – „What’s Your Problem” 17. Serebro – „Dyszi” |
| 4.      | 29 września 2007     | Wieczór włoski                                       | 1. Natasza Urbańska i zespół teatru Studio Buffo – „Tintarella di luna” 2. Monika Ambroziak i Jerzy Grzechnik – „Felicita” 3. Jan Bzdawka – „Volare” 4. Maria Tyszkiewicz – „Nie wolno mi” 5. Natasza Urbańska i zespół teatru Studio Buffo – „Mambo Italiano” 6. Rafał Barmański – „’O sole mio” 7. Karaoke – „L’Italiano” 8. Natasza Urbańska, Drupi i zespół teatru Studio Buffo – „Piccola e fragila” 9. Artur Chamski, Janusz Józefowicz, Jan Bzdawka i Jerzy Grzechnik – „Marina” 10. Natalia Srokocz – „Portofino” 11. Janusz Józefowicz i zespół teatru Studio Buffo – „Sugar Bing” 12. Krystian Sacharczuk – „Nie płacz, kiedy odjadę” 13. Natasza Urbańska – „Quando, quando, quando” 14. Drupi i zespół teatru Studio Buffo – „Vado via” 15. Drupi i zespół teatru Studio Buffo – „Sereno e” 16. Marta Wyłomańska i Paweł Skałuba – „Fra di noi” 17. Janusz Józefowicz, Drupi i zespół teatru Studio Buffo – „Ragazzo da Napoli” (wersja polska) |
| 5.      | 6 października 2007  | Wieczór francuski                                    | 1. Natasza Urbańska, Elżbieta Portka, Natalia Srokocz i dziewczyny z teatru Studio Buffo – „Lady Marmalade” 2. Artur Chamski, Krystian Sacharczuk, Krzysztof Rymszewicz i zespół teatru Studio Buffo – „Les Champs-Élysées” 3. Justyna Chowaniak – „Milord” 4. Natasza Urbańska i artystki teatru Studio Buffo – kankan 5. Anna Dereszowska i Krzysztof Kiljański – „Je t'aime... moi non plus” 6. Ela Portka i zespół teatru Studio Buffo – „Mammy blue” 7. Natasza Urbańska – „Cesse la pluie” 8. Patricia Kaas i zespół teatru Studio Buffo – „La vie en rose” 9. Krystian Sacharczuk – „Martwe liście” 10. Natasza Urbańska i artyści teatru Studio Buffo – „Pour un flirt” 11. Janusz Józefowicz – „Nie opuszczaj mnie” 12. Aneta Todorczuk-Perchuć i zespół teatru Studio Buffo – „Viens” 13. Janusz Józefowicz i zespół teatru Studio Buffo – „Et si tu n’existais pas” 14. Patricia Kaas – „Il me dit que je suis belle” 15. Patricia Kaas i zespół teatru Studio Buffo – „Entrer dans la lumière” 16. Natasza Urbańska – „Strange” |
| 6.      | 13 października 2007 | Wieczór brytyjski                                    | 1. Natasza Urbańska i zespół teatru Studio Buffo – „I’m Still Standing” 2. Jakub Józefowicz i zespół Age of Grapefruit – „Can’t Buy Me Love” 3. Krzysztof Rymszewicz – „Sugar Baby Love” 4. Artur Chamski, Krystian Sacharczuk i Janusz Józefowicz – „How Deep Is Your Love” 5. Jerzy Grzechnik, Chór FN i zespół teatru Studio Buffo – „Bohemian Rhapsody” 6. Emilia Dębska – „Stop” 7. Natasza Urbańska i artystki teatru Studio Buffo – „Wannabe” 8. Piotr Cugowski – „Stairway to Heaven” 9. Janusz Józefowicz i zespół teatru Studio Buffo – „All You Need Is Love” 10. Natasza Urbańska – „Sweet Dreams” 11. De Mono – „Should I Stay or Should I Go” 12. Paul Young i zespół teatru Studio Buffo – „Don't Dream Is Over”, „Come Back and Stay” i „Everytime to Go” |
| 7.      | 20 października 2007 | Wieczór żydowski                                     | 1. Natasza Urbańska, Elżbieta Portka i Natalia Srokocz – „Bei mir bist du schön” 2. Monika Ambroziak, Michał Bogdanowicz, Krystian Sacharczuk, Jerzy Grzechnik, Emilia Dębska, Maria Tyszkiewicz oraz zespół teatru Studio Buffo – „Sunrise, Sunset” 3. Justyna Steczkowska – „Austeria” 4. Janusz Józefowicz – „To ostatnia niedziela” 5. Natasza Urbańska – „Taka mała” 6. Aneta Todorczuk-Perchuć – „Rebeka” 7. Natasza Urbańska – „Ja się boję sama spać” 8. Monika Ambroziak i Janusz Józefowicz – „Zapomnisz mnie” 9. Michał Bogdanowicz – „Gdybym był bogaczem” 10. Aleksandra Zawadzka – „Czumbalalajka” 11. Edyta Geppert – „Meshuge” 12. Dana International – „Diva” i „Love Boy” 13. Natasza Urbańska i zespół teatru Studio Buffo – „Hava Nagila” 14. Tancerze zespołu teatru Studio Buffo – taniec z butelkami |
| 8.      | 27 października 2007 | Wieczór latynoski                                    | 1. Natasza Urbańska i zespół teatru Studio Buffo – „La copa de la vida” 2. Natasza Urbańska i tancerze teatru Studio Buffo – „Cambio dolor” 3. Natasza Urbańska – „Smooth Operator” 4. Natasza Urbańska – „Sway” 5. Katarzyna Pypno – „The Girl from Ipanema” 6. Ive Mendes – „If You Leave Me Now” i „Nao vou fugir” 7. Jerzy Grzechnik, Artur Chamski, Krzysztof Rymszewicz i Krystian Sacharczuk – „Guantanamera” 8. Janusz Józefowicz – „Black Magic Woman” 9. Teatr Studio Buffo (Maria Tyszkiewicz, Natalia Srokocz, Emilia Dębska, Aleksandra Zawadzka, Katarzyna Pypno, Monika Ambroziak) – „Lambada” 10. Natasza Urbańska – „Conga” 11. Ive Mendes – „Natural High” 12. Janusz Józefowicz – „Bésame mucho” 13. Janusz Stokłosa i jego orkiestra – „Children of Shanchez” 14. Magdalena Navarette – „Quizás, quizás, quizás” 15. Ive Mendes – „Casticais” |
| 9.      | 3 listopada 2007     | Wieczór niemiecki                                    | 1. Natasza Urbańska i zespół teatru Studio Buffo – „99 Luftballons” 2. Magdalena Kumorek – „Johny...” 3. Natalia Krakowiak – „Skin on Skin” 4. Elżbieta Portka i Mariusz Czajka – „Całuję twoją dłoń, madame” 5. Natasza Urbańska – „Falling in Love Again” 6. Janusz Józefowicz i Elżbieta Portka (Krystian Sacharczuk, Artur Chamski i Jerzy Grzechnik) – „Belladonna” 7. Lou Bega – „Mambo No. 5” 8. Lou Bega – „Just a Gigolo” 9. Teatr Studio Buffo – „Rivers of Babilon”, „Daddy Cool”, „Sunny” 10. Jerzy Grzechnik – „Wind of Change” 11. Adam Zdunikowski – „Brunetki, blondynki...” 12. Natasza Urbańska i zespół teatru Studio Buffo – „Cheri Cheri Lady” 13. Lou Bega – „I Gotta Girl” |
| 10.     | 10 listopada 2007    | Wieczór polski                                       | 1. Natasza Urbańska i tancerze teatru Studio Buffo – „Noce i Dnie (od nocy do nocy)” 2. Janusz Józefowicz i zespół teatru Studio Buffo – „Biały krzyż” 3. Aneta Todorczuk-Perchuć – „Literatura (Głos ma Maryla)” 4. Michał Bogdanowicz – „Przybyli ułani pod okienko” 5. Natasza Urbańska – „Błękitny Express” 6. Janusz Józefowicz i zespół teatru Studio Buffo – „Jutro będzie lepiej” 7. Natasza Urbańska – „Zosia i ułani” 8. Mariola Napieralska – „Dziwny jest ten świat” 9. Piotr Cugowski – „Jednego serca” 10. Natasza Urbańska – „Szare miraże” 11. Aneta Todorczuk-Perchuć – „Tango na głos, orkiestrę i jeszcze jeden głos” 12. Piotr Cugowski – „Psalm 62” 13. Balet i zespół teatru Studio Buffo – „Ostatni Mazur” 14. Chór Madeia – „Piechota” 15. Piotr Machalica – „Nim wstanie dzień” |
| 11.     | 17 listopada 2007    | Najlepsze z Najlepszych/ Hity Przebojowej Nocy       | 1. Piotr Cugowski, Janusz Józefowicz, Jerzy Grzechnik, zespół Studio Buffo, Natasza Urbańska i tancerze z Białorusi – „El Tango de Roxanne” 2. Paul Anka – „Diana” 3. Natasza Urbańska – „Biełyje rozy” 4. Rafał Bartmiński – „’O sole mio” 5. Janusz Józefowicz – „Et si tu n’existais pas” 6. Jerzy Grzechnik – „Bohemian Rhapsody” 7. Teatr Studio Buffo – „Sunrise Sunset” 8.Teatr Studio Buffo – „Lambada” 9. Jerzy Grzechnik – „Wind of Change” 10. Natasza Urbańska – miks piosenek (The Best of The Best) |
| 12      | 24 listopada 2007    | Wielki finał                                         | 1. Natasza Urbańska i zespół teatru Studio Buffo – „Wake Me Up Before You Go-Go” 2. Jakub Józefowicz i zespół Age of Grapefruit – „Twist And Shout” 3. Krzysztof Rymszewicz i zespół teatru Studio Buffo – „Uptown Girl” 4. Krystian Sacharczuk – „Misty” 5. Jerzy Grzechnik, Krzysztof Rymszewicz i Krystian Sacharczuk – „Let’s Twist Again” 6. Marina Łuczenko – „Tolko raz” 7.Maria Tyszkiewicz – „Nie wolno mi” 8. Natalia Srokocz – „Portofino” 9.Justyna Chowaniak – „Milord” 10. Emilia Dębska – „Stop” 11.Aleksandra Zawadzka – „Czumbalalajka” 12. Katarzyna Pypno – „The Girl from Ipanema” 13. Natalia Krakowiak – „Skin on Skin” 14.Mariola Napieralska – „Dziwny jest ten świat” 15. Jerzy Grzechnik, chór FN oraz zespół teatru Studio Buffo – „Bohemian Rhapsody” 16. zespół teatru Studio Buffo, Natasza Urbańska, Janusz Józefowicz i Paul Anka – „We Are the World” |

## Skład zespołu Teatru Studio Buffo w programiePrzebojowa noc
W skład zespołu Teatru Studio Buffo biorącego udział w programie Przebojowa noc weszli (w kolejności alfabetycznej):
Monika Ambroziak, Paweł Bączkowski, Iwan Biełkow, Paweł Biełkow, Michał Bogdanowicz, Mariusz Bromirski, Kamila Bujalska, Jan Bzdawka, Artur Chamski, Joanna Chmielewska-Chłopicka, Justyna Chowaniak, Mariusz Czajka, Anna Dereszowska, Barbara Deska, Emilia Dębska, Wojciech Dmochowski, Dominika Gajduk, Jędrzej Gociałkowski, Joanna Gołębiowska, Jerzy Grzechnik, Jarosław Janikowski, Janusz Józefowicz, Marina Łuczenko, Grzegorz Kowalczyk, Tomasz Krajewski, Karolina Królikowska, Natalia Krakowiak, Andrzej Kubicki, Magdalena Kumorek, Nicole Mirpuri, Paulina Mechecka, Mariola Napieralska,  Weronika Pelczyńska, Elżbieta Portka, Aleksandra Popławska, Antoni Powierża, Katarzyna Pypno, Paweł Orłowski, Maciej Robakiewicz, Krzysztof Rymszewicz, Krystian Sacharczuk, Paweł Skałuba, Natalia Srokocz, Bartłomiej Stec, Janusz Stokłosa, Paweł Suski, Joanna Teśla, Aneta Todorczuk-Perchuć, Maria Tyszkiewicz, Beata Urbańska, Natasza Urbańska, Joanna Wiśniewska, Weronika Wojciechowicz, Anna Wojczuk, Marta Wyłomańska, Michał Zawadka, Aleksandra Zawadzka,

## Konkursy

### Konkurs SMS
Konkurs SMS-owy na najlepszą piosenkę wieczoru oraz debiutanta:
- Najlepsza piosenka wieczoru
  - Wieczór amerykański: Paul Anka – „Diana”
  - Wieczór rosyjski: Natasza Urbańska – „Biełyje rozy”
  - Wieczór włoski: Rafał Bartmiński – „’O sole mio”
  - Wieczór francuski: Janusz Józefowicz – „Et si tu n’existais pas”
  - Wieczór brytyjski: Jerzy Grzechnik – „Bohemian Rhapsody”
  - Wieczór żydowski: Aleksandra Zawadzka – „Czumbalalajka”
  - Wieczór latynoski: Teatr Studio Buffo – „Lambada”
  - Wieczór niemiecki: Jerzy Grzechnik – „Wind of Change”
  - Wieczór polski: Janusz Józefowicz – „Biały krzyż”
- Najlepsza z najlepszych: 
  - Jerzy Grzechnik – „Bohemian Rhapsody”

### Debiutanci
- Jakub Józefowicz i The Age of Grapefruit
- Krystian Sacharczuk
- Krzysztof Rymszewicz
- Jerzy Grzechnik
- Marina Łuczenko
- Marysia Tyszkiewicz
- Natalia Srokocz
- Justyna Chowaniak
- Emilia Dębska
- Aleksandra Zawadzka
- Katarzyna Pypno
- Natalia Krakowiak
- Mariola Napieralska

Zwycięzca debiutów: Jerzy Grzechnik

### Konkurs MMS - Pokaż co potrafisz!
Pokaż co potrafisz! był MMS-owym konkursem tanecznym dla telewidzów. Janusz Józefowicz i Natasza Urbańska podczas każdego odcinka Przebojowej nocy prezentowali układ choreograficzny do nauki dla widzów przed telewizorami i w studiu. Co tydzień para wyłaniała najlepszy taniec.

## Oglądalność
| Przebojowa noc |                      |             |
| Odc.           | Data                 | Oglądalność |
| 1              | 9 września 2007      | 1 975 862   |
| 2              | 15 września 2007     | 2 250 158   |
| 3              | 22 września 2007     | 2 466 682   |
| 4              | 29 września 2007     | 2 335 433   |
| 5              | 6 października 2007  | 2 316 323   |
| 6              | 13 października 2007 | 1 896 381   |
| 7              | 20 października 2007 | 2 127 272   |
| 8              | 27 października 2007 | 2 217 610   |
| 9              | 3 listopada 2007     | 2 030 969   |
| 10             | 10 listopada 2007    | 2 304 550   |
| 11             | 17 listopada 2007    | 2 020 441   |
| 12             | 24 listopada 2007    | 2 467 463   |
| –              | Średnia oglądalność  | 2 200 762   |

## Emisja
- sobota, godz. 21:55 – TVP1
- sobota, godz. 15:05 TVP1 (powtórka)
- sobota, godz. 21:05 TVP Polonia (powtórka)
- Program można również oglądać na iTVP